# Il Guardiano del Faro (album)
Il Guardiano del Faro, pubblicato dalla Dischi Ricordi nel 1987, è un album di Federico Monti Arduini.
Per ragioni contrattuali, Monti Arduini pubblicò questo lavoro a proprio nome mentre lo pseudonimo Il Guardiano del Faro, con il quale l'autore aveva inciso regolarmente fin dal 1972, divenne il titolo dell'album.

## Tracce
Musiche di Federico Monti Arduini, eccetto dove indicato.
Lato A
1. Theme from the Colour Purple (Mail Box/Proud Theme) (strumentale) – 3:36 (Quincy Jones, Rod Temperton, John Lubbock)
2. Insieme (strumentale) – 3:36
3. Il sereno e la tempesta (strumentale) – 4:18 (F. Monti Arduini, Nino Romano)
4. Zenith (strumentale) – 3:15
5. Vecchie foto (strumentale) – 4:03 (F. Monti Arduini, Natale Massara)

Lato B
1. Forse domani (strumentale) – 4:38
2. Gente come noi (strumentale) – 4:00 (Lele Micò)
3. Odessa '88 (strumentale) – 3:25 (Eugenio Pezza)
4. Impossibile (strumentale) – 3:25
5. Risiko (strumentale) – 3:20 (F. Monti Arduini, Massara)

## Formazione
- Federico Monti Arduini – tastiere
- Luigi Tonet – programmazione
- Natale Massara – arrangiamenti, direzione d'orchestra